# 超尖连蕊茶
超尖连蕊茶（学名：Camellia percuspidata）是山茶科山茶属的植物。分布在中国大陆的云南等地，生长于海拔1,500米至2,000米的地区，多生长于常绿林，目前尚未由人工引种栽培。